# Casa-Museo Salvador Dalí
La Casa-Museo Salvador Dalí era una pequeña casa de pescadores en Portlligat (provincia de Gerona, Cataluña, España), donde Salvador Dalí vivió y trabajó habitualmente desde 1930 hasta la muerte de su esposa Gala en 1982, cuando decidió instalarse en el Castillo de Púbol. Actualmente está habilitada como museo y está gestionada por la Fundación Gala-Salvador Dalí.
Es Bien de Interés Cultural desde 1997. En 2016 recibió 148.624 visitantes.

## Historia
La casa de Salvador Dalí fue construida sobre unas antiguas barracas de pescadores de Portlligat. En 1929, Dalí compró la primera barraca a Lidia Nogués de Costa y poco después adquirió la segunda barraca. Los primeros trabajos de adecuación como residencia corrieron a cargo del albañil Joaquim Ferrer. En 1935 se edificó una nueva planta para las dos barracas que se cubrieron con una sola vertiente de teja y una única ventana por unidad, con vistas a la bahía. En 1942, Gala y Dalí compraron la barraca situada en el extremo superior y que fue destinada a biblioteca, con mobiliario especialmente diseñado y construido por el carpintero de Cadaqués Joan Vehí. En 1954 adquirieron la última barraca al noroeste que mira a la rivera procedente del cementerio. Más tarde, en 1962, sobre la nueva planta, se realizó una de las habitaciones privadas de Gala.
Tras el fallecimiento de Gala en 1982, Dalí nunca volverá a regresar a Portlligat. En 1989 falleció el artista y la casa queda a la espera de una iniciativa para construir un pequeño recinto museístico, trabajos que comenzaron en 1994 bajo el diseño de los arquitectos Oriol Clos i Costa y José Ramos Illán.

## Descripción
La casa tiene una estructura laberíntica. A partir de un punto de origen El Recibidor del Oso, se descompone y se retuerce en una sucesión de espacios encadenados por pasillos estrechos, desniveles y recorridos sin salida. Todas las estancias tienen aperturas, de formas y proporciones diferentes, que hacen referencia a una constante en la obra de Dalí: la bahía de Portlligat. En la estética de la casa predomina el abigarramiento de elementos distintos, el surrealismo más extremo y un aire kitsch. 
La casa está dividida en tres ámbitos: donde transcurría la parte más íntima de la vida de los Dalí, el taller, y los espacios exteriores.
La primera de las salas, el Recibidor del Oso, consta de un oso que la custodia, regalo de Edward James al matrimonio. La bestia sostiene una lámpara, pero además cumple las funciones de paragüero, portacartas y arcabucero. Detrás del oso, se encuentra un búho disecado. Estas bestias, demuestran el gusto del artista por la taxidermia. "Aquí, en esta casa, todo está disecado", explicaba el pintor Dalí. 
Una de las habitaciones más importantes de la casa es el taller, donde el artista pasaba largas horas puesto que se tomaba su trabajo con una seriedad desmesurada. La sala, tranquila y bien iluminada, todavía conserva caballetes, pinceles, disolventes y demás artilugios. 
Al lado del taller se encuentra La Habitación de los Modelos con herramientas y aparatos ópticos. De esta sala, destaca un pequeño busto de yeso que representa al emperador Nerón. Esta obra sirvió de inspiración para la creación del cuadro Desmaterialización de la nariz de Nerón (1947) realizada cuando Dalí estaba interesado por la fusión nuclear. 
En la casa, al igual que Salvador Dalí, su esposa también tenía un espacio privado denominado La Sala Oval, donde leía y recibía a visitas distinguidas. La sala fue construida en el año 1961, es esférica y consta de una acústica reverberante. 
Para acceder a la Sala Oval, primero se debe cruzar el tocador de Gala y La habitación de las fotografías, un vestidor con los armarios repletos de fotos y recortes de revistas, donde la pareja aparece en compañía de personajes de todo tipo, demostrando la gran actividad pública del matrimonio. 
En la parte exterior destaca el patio, al que se accede a través de un laberinto que esconde un pequeño comedor de verano. Los elementos decorativos de esta zona son dos jardineras enormes en forma de taza y una reproducción del Ilisos, de Fidias, creada para el Partenón de la Acrópolis de Atenas. 
La parte posterior del patio comprende la piscina, construida en 1967. Posiblemente sea la zona más impactante de la casa debido a su abundante y surrealista decoración, de la cual destaca un sofá labial, reproducciones de Bibendum, surtidores en forma de cisne y carteles de los neumáticos Pirelli.
Otros elementos que terminan de formar el conjunto de la casa y simbolizan el estilo de Salvador Dalí son los innumerables huevos, las cabezas, el palomar de las horcas y la escultura El cristo de los escombros, hecha con los restos de un diluvio. 